# آل جور
ألبرت أرنولد «آل» غور الابن (بالإنجليزية: Albert Arnold "Al" Gore, Jr.)؛ (31 مارس 1948 -) سياسي أمريكي وخبير بيئي شغل منصب النائب الخامس والأربعين لرئيس الولايات المتحدة من 1993 إلى 2001 في عهد الرئيس بيل كلينتون. كان غور المرشح الديمقراطي لانتخابات عام 2000 الرئاسية، وخسر أمام جورج بوش في سباق متقارب للغاية بعد إعادة فرز الأصوات في فلوريدا.
كان غور مسئولاً منتخباً لمدة 24 سنة، خدم لمدة ثمان سنوات عضوا في مجلس النواب وعضواً في مجلس الشيوخ ونائب رئيس الولايات المتحدة. حيث مثّل تينيسي في مجلس النواب الأمريكي (1977- 1985) ثم في مجلس الشيوخ الأمريكي (1985 - 1993) وأخيرا شغل منصب نائب الرئيس (1993 - 2001). في انتخابات الرئاسة الأمريكية 2000 فاز غور بأصوات الناخبين بفارق أكثر من 500,000 صوت. لكنه خسر في المجمع الانتخابي لصالح الجمهوري جورج دبليو بوش عندما سوّت المحكمة العليا للولايات المتحدة الجدل القانوني حول إعادة فرز أصوات فلوريدا عبر الحكم بـ5-4 لصالح بوش. البعض ممن عارضوا حكم المحكمة العليا قالوا بأنها كانت المرة الوحيدة في التاريخ التي تنتقي فيها المحكمة العليا الرئيس.
غور هو المؤسس والرئيس الحالي للتحالف من أجل حماية المناخ والمؤسس المشارك ورئيس جينيريشن إنفستمنت مانجمنت والمؤسس المشارك ورئيس كارنت تي في وعضو مجلس إدارة آبل ومستشار كبير في جوجل. وغور أيضا شريك في شركة رأس المال المخاطر كلاينر بيركنز كوفيلد & بايرز مترأسا مجموعة حلول تغير المناخ. وشغل غور أيضا منصب أستاذ زائر في جامعة الولاية ميدل تينيسي وكلية الصحافة بجامعة كولومبيا وجامعة فيسك وجامعة كاليفورنيا، لوس أنجلوس. وهو أيضاً عضو في مجلس إدارة معهد الموارد العالمي.
تلقى جور عدداً من الجوائز منها جائزة نوبل للسلام بالمناصفة مع اللجنة الدولية للتغيرات المناخية في 2007 وجائزة غرامي لكتابه حقيقة مزعجة وجائزة إيمي لوقت الذروة لكارنت تي في في 2007 وجائزة ويبي في 2005 وكان غور موضوع لفيلم حقيقة غير مريحة الفائز بجائزة الأوسكار لأفضل فيلم وثائقي في 2006. سُمي في 2007 أحد المتنافسين الأوائل على شخصية تايم للعام 2007.

## بداية حياته

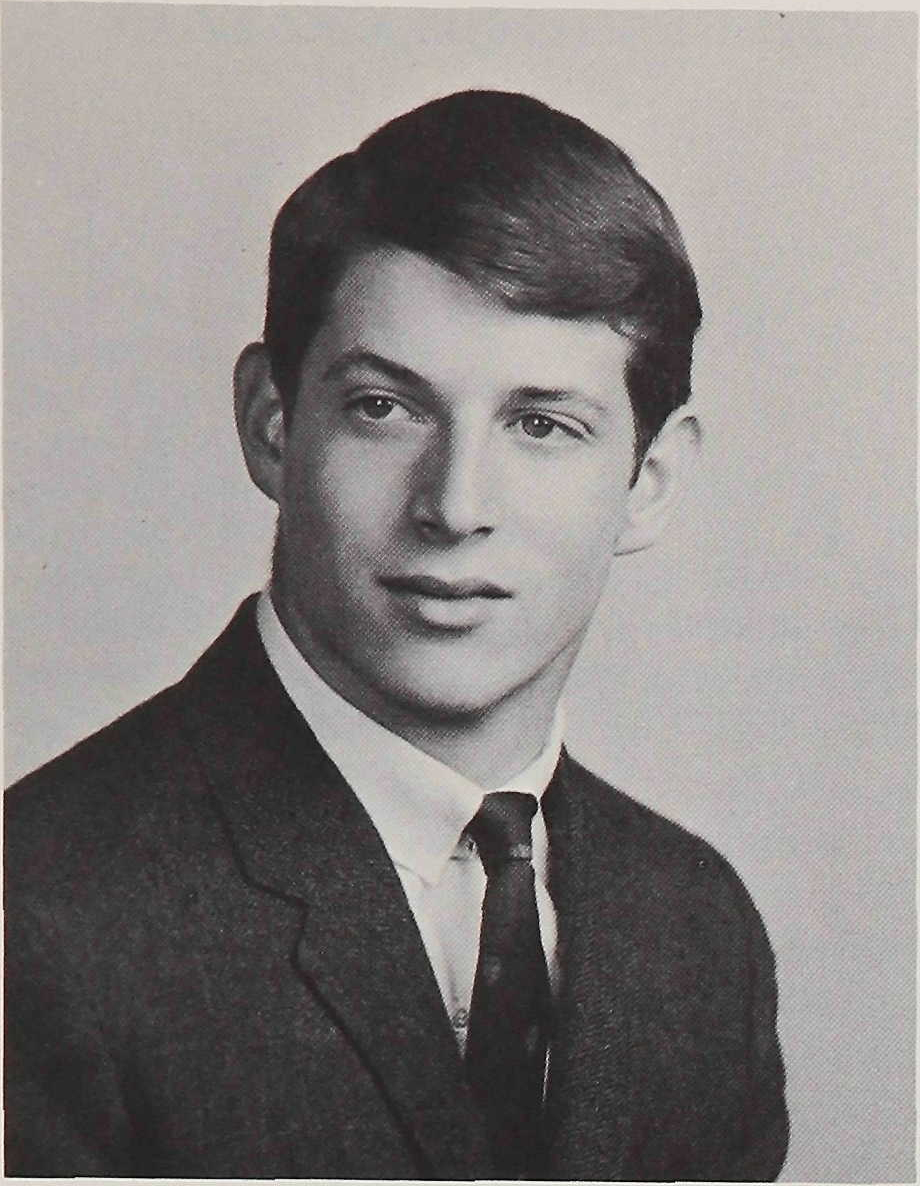
جور في الكتاب السنوي لعام 1965 لمدرسة سانت ألبانز

ولد آلبرت غور الابن في واشنطن العاصمة وهو ثاني ولدي ألبرت غور الأب، عضو مجلس النواب الأمريكي وعمل لاحقا عضو مجلس الشيوخ الأمريكي من تينيسي وبولين لافون غور إحدى أولى النساء اللواتي تخرجن من كلية حقوق جامعة فاندربيلت. ينحدر غور من مهاجرين اسكتلنديين أيرلنديين استقروا أولا في فيرجينيا في منتصف القرن 17 ثم انتقلوا لتينيسي بعد الحرب الثورية. ولدت أخته الكبرى نانسي لافون غور في 1938 وتوفيت في 1984 بسبب سرطان الرئة.
عاش خلال سنوات الدراسة مع عائلته في نزل فيرفاكس في جزء حي السفارات في واشنطن العاصمة. وعمل في شهور الصيف في مزرعة العائلة في قرطاج، تينيسي أين زرعت عائلة غور التبغ والتبن وربّت الماشية.
التحق غور بمدرسة ساينت آلبانز في واشنطن العاصمة من 1965 إلى 1965 وهي جامعة مرموقة تزوّد جامعات رابطة اللبلاب بالطلبة. وكان قائد فريق كرة القدم ورامي للقرص في فريق ألعاب المضمار والميدان وشارك في لعب كرة السلة وانخرط في الفن والحكومة. تخرج برتبة 25 في صفه الذي يضم 51 وترشح لجامعة واحدة هي جامعة هارفارد وقُبل.

## عضوية الكونغرس (1977 –1993)
بدأ آل جور خدمته في الكونغرس الأمريكي بعمر 28 عامًا وبقي هناك لمدة 16 عامًا، حيث تواجد في كل من مجلس النواب (1977 -1985) ومجلس الشيوخ (1985 -1993). أمضى جور العديد من عطلات نهاية الأسبوع في تينيسي حيث عمل مع ناخبيه.

### مجلس النواب ومجلس الشيوخ
أعلن جو إيفينز في نهاية شهر فبراير عام 1976 بشكل مفاجئ عن تقاعده من الكونغرس، وترك المقعد الرابع لمنطقة تينيسي في الكونغرس شاغرًا، والذي تولاه خلف ألبرت جور الأب في عام 1953. قرر جور في غضون ساعات بعد أن اتصل به جون سيغين ثالر لإخباره عن الإعلان ترك كلية الحقوق والترشح لمجلس النواب:
«فاجأ قرار جور بالترشح للمقعد المفتوح الجميع، قال في وقت لاحق: لم أدرك نفسي حين انجذبت لذلك كثيرًا. وجاء الخبر بمثابة قنبلة لزوجته. كانت تيلير جور تعمل في وظيفة في مختبر صور وكانت تدرس درجة الماجستير في علم النفس، لكنها انضمت إلى حملة زوجها (مع ضمان أن بإمكانها أن تستعيد عملها مرة أخرى إذا خسر زوجها). وقد طلب جور من والده أن يبقى بعيدًا عن حملته الانتخابية: (يجب أن أصبح رجلاً، لا يجب أن أكون مرشحك.)
فاز آل جور بالانتخابات التمهيدية للديمقراطيين لعام 1976 في المقاطعة محققًا 32% من الأصوات، بفارق 3% عن أقرب منافسيه، ولم ينافسه سوى مرشح مستقل في الانتخابات محققا 94% من إجمالي الأصوات. واصل فوزه في الانتخابات الثلاثة التالية في الأعوام 1978 و1980 و1982، حيث لم يجد منافسًا في انتخابين وفاز بنسبة 79% من الأصوات في المرة الثالثة. نجح جور في عام 1984 بالحصول على مقعد في مجلس الشيوخ الأمريكي، والذي كان قد تُرك من قبل زعيم الأغلبية في مجلس الشيوخ الجمهوري هوارد بيكر. لم يملك أي منافس في انتخابات مجلس الشيوخ الديمقراطي وفاز في الانتخابات العامة على الرغم من حقيقة أن الرئيس الجمهوري رونالد ريغان حقق نجاحًا كبيرًا في مقاطعة تينيسي في حملته لإعادة انتخابه في نفس العام. هزم آل جور مرشح مجلس الشيوخ الجمهوري فيكتور آش الذي أصبح رئيس بلدية نوكسفيل، وإد ماكيتر مؤسس منظمة دعمت حملة ريغان الانتخابية كرئيس في عام 1980.
اعتبر آل جور معتدلًا خلال فترة وجوده في الكونغرس (أشار ذات مرة إلى نفسه على أنه معتدلٌ عنيد)، عارض التمويل الفيدرالي للإجهاض، صوت لصالح مشروع قانون لتطبيق دقيقة الصمت في المدارس، وصوت ضد حظر بيع الأسلحة بين الولايات. نُقل عن جور في عام 1981 قوله فيما يتعلق بالمثلية الجنسية «أعتقد أنها خطأ، ولا أدعي أن أفهمها، لكنه مجرد نمط حياة عادي آخر». قال جور عند مناقشة المثلية الجنسية في السباق الانتخابي في مجلس الشيوخ عام 1984: «لا أعتقد أنه بديل جنسي مقبول يجب على المجتمع إقراره». وقال أيضًا إنه لن يقبل الأموال المقدمة من جماعات حقوق المثليين لدعم حملته. على الرغم من أنه حافظ على موقفه المعارض للمثلية الجنسية وزواج المثليين في الثمانينيات فقد قال آل جور في عام 2008 إنه يعتقد «بوجوب أن يتمتع الرجال والنساء المثليين بنفس الحقوق التي يتمتع بها الرجال والنساء المغايرين جنسيًا للاجتماع سويًا والزواج». تغير موقفة السياسي كمعتدل في وقت لاحق من حياته بعد أن أصبح نائبًا للرئيس وترشح للرئاسة في عام 2000.
انتمى جور خلال فترة وجوده في المنزل إلى لجنة الطاقة والتجارة ولجنة العلوم والتكنولوجيا، وترأس اللجنة الفرعية للجنة العلم والمراقبة والتحقيقات لمدة أربع سنوات. وخدم أيضًا في لجنة الاستخبارات التابعة لمجلس النواب، وقدم في عام 1982 خطة جور للحد من التسلح التي هدفت إلى تقليص احتمالات الضربة النووية الأولى، خدم خلال وجوده في مجلس الشيوخ في لجنة شؤون الأمن الداخلي والحكومة، ولجنة القوانين والإدارة، ولجنة الخدمات المسلحة. كان جور في عام 1991 واحدًا من عشرة سياسيين ديمقراطيين أيدوا حرب الخليج.

## أهم أقواله
- 《لم يسبق أن كان صنع القرار لدى الحكومة الأمريكية منذ تسعينيات القرن 19 بهذا الضعف والاختلال والخنوع للشركات وللمصالح الخاصة الأخرى كما هو عليه الآن》
- 《أحد الأسباب الرئيسة للتراجع المستمر في القوة الفعالة للدول القومية هو نهوض قوة الشركات المتعددة الجنسيات》
- 《يبدو الأمر كأننا مصابون بالعمى الطوعي عن رؤية حقيقة علاقتنا الأساسية الكامنة مع الموارد المحدودة للأرض. غير أن هذا العمى الظاهري يزداد شدة بالطريقة الأساسية التي ينتهجها العالم في حساب الموارد الطبيعية، التي تعتبر استخدامها كنوع من الدخل بدلا من اعتبارها كنوع من السحب من رصيد رأس المال》
- 《كان داروين في واقع الأمر يعلم أنه ليس بالضرورة أن «الأصلح» هو من يبقى، وإنما أولئك الذين استطاعوا التكيف مع بيئتهم بشكل أفضل.

و مع ذلك فإن النسخ المحرفة والخاطئة من نظرية داروين، التي انعكست في صياغة ابن عمه، أسهمت في ظهور فكرة الداروينية الاجتماعية التي أدت بدورها إلى حوارات سياسية خاطئة لا تزال في بعض النواحي مستمرة حتى يومنا هذا》
- 《أحد أكبر التحديات التي تواجه الديموقراطيات في هذا العصر الجديد هو كيفية التأكد من أن القرارات السياسية بشأن العلوم المتطورة تقوم على فهم واضح ودقيق للعلوم المعنية》
- 《 لم يعد في مقدور أغلبية المشرعين خدمة مصلحة الشعب، لأنهم يعتمدون إلى درجة كبيرة على التبرعات التي تقدم إلى الحملات الانتخابية من مصالح هذه الشركات، وهم عاجزون أمام مجموعات الضغط التي لا تتوقف. ولا يشترك عامة الناس بشكل فعال في هذا النقاش، إلا لناحية استيعاب الرسائل المتواصلة التي تأتيهم من نفس مصالح الشركات؛ وهي رسائل مصممة لتكييف الجمهور لدعم ما تريد جماعات الضغط الخاصة بهذه الشركات القيام به》
- 《عندما نحدث خللا في النظام البيئي الذي نشأنا فيه ونغير بشكل جذري التوازن المناخي والبيئي الذي تشكلت في ظله حضارتنا بشكل دقيق، فإننا يجب أن نتوقع عواقب بيولوجية أكبر من حدود إمكاناتنا على إصلاحها باستخدام تكنولوجيا الهندسة الجينية》
- 《نحن نميل بشدة إلى أن نكون أكثر اهتماما واستجابة للعوامل الغريزية قصيرة الأجل من التهديدات طويلة الأجل التي تتطلب استخدام قدراتنا على التفكير العقلاني》
- 《في الواقع فإن كل برنامج إخباري أو وثائقي سياسي على شاشة التلفزيون يكون جزئيا تحت رعاية شركات النفط، والفحم، والغاز- ليس فقط خلال مواسم الحملات الانتخابية، ولكن في جميع الأوقات وعلى مدار السنوات- ويقدم رسائل تهدف إلى تهدئة وطمأنة الجماهير بأن كل شيء على ما يرام، وأن البيئة العالمية ليست في دائرة الخطر، وأن شركات الكربون تعمل جاهدة لزيادة تطوير مصادر الطاقة المتجددة》
- 《تيارات التغيير قوية إلى درجة أن البعض قد وصل إلى نهاية المطاف وتوقف عن الإبحار والترحال، وقرر أنه من الأفضل الاستسلام، والاستمتاع بالرحلة، وتوقع الأفضل-حتى وإن-كانت تلك التيارات تجرفنا معها بسرعة متزايدة نحو الشلالات التي تنتظرنا وهي تزأر بصوت يصم الآذان إلى درجة لا نكاد نسمع بها أنفسنا ونحن نفكر》
- 《تعرضت كل من الديموقراطية والرأسمالية للقرصنة. والنتائج واضحة بشكل ملموس في السيطرة الخانقة للنخب على القرارات السياسية، والتفاوت المتزايد في الدخل والاكتناز المتنامي للثروة، والشلل الذي أصاب أي جهود للإصلاح. وقدرة الجماهير على التعبير عن اشمئزازها بطرق بناءة أكثر، بدلا من الاستسلام للسخرية، مكبوحة بهيكل وسائلنا المهيمنة على التواصل الجماهيري، والتلفزيون، الذي يخدم بشكل أساسي مسألة تعزيز استهلاك المنتجات وترفيه الجمهور، مع عدم تقديم أي وسيلة للحوار التفاعلي واتخاذ القرارات التعاونية》[15]

## الحياة الخاصة
التق آل غور بماري إليزابيث «تيبر» أيتشيسون التي تدرس بمدرسة ساينت أغنس المجاورة في حفلة تخرجه في مدرسة ساينت آلبنز في 1965. اتبعت تيبر غور إلى بوسطن لتلحق بالجامعة وفي 19 مايو 1970، بعد فترة قصيرة من تخرجها من جامعة بوسطن تزوجا كاتدرائية واشنطن الوطنية.
لديهما أربعة أولاد وهم كارينا (ولدت في 1973) وكريستن كارلسون غور (ولدت في 1977) وساره لافون غور (ولدت في 1979) وآلبرت غور III (ولد في 1982).
في أوائل يونيو 2010 وعقب شراء منزل جديد بقليل أعلنت عائلة غور عبر بريد إلكتروني للأصدقاء أنه بعد «نظر طويل وحذر،» اتخذا قرارا متبادل بالانفصال.

## وصلات خارجية
- آل جور على موقع IMDb (الإنجليزية)
- آل جور على موقع الموسوعة البريطانية (الإنجليزية)
- آل جور على موقع روتن توميتوز (الإنجليزية)
- آل جور على موقع مونزينجر (الألمانية)
- آل جور على موقع ميوزك برينز (الإنجليزية)
- آل جور على موقع إن إن دي بي (الإنجليزية)
- آل جور على موقع ديسكوغز (الإنجليزية)
- آل جور على موقع قاعدة بيانات الفيلم (الإنجليزية)
- الموقع الرسمي لآل جور.

| سبقه دان كويل | نائب رئيس الولايات المتحدة 1993-2001 | تبعه ديك تشيني |